# Extremely Live
Extremely Live — концертный альбом американского рэпера Ваниллы Айс. Он был выпущен 6 марта 1991 года на лейбле SBK Records. Альбом записывался на разных студиях в разных городах во время тура, проведённого в поддержку альбома To the Extreme с января по март 1991 года. Продюсированием занимались Гейл «Sky» Кинг, DJ Earthquake, Питер Лумис, Хайри, Ким Шарп и сам Ванилла Айс.
Выпущенный в марте 1991 года, это второй альбом рэпера на крупном лейбле после To the Extreme. Альбом содержит материал с дебютного альбома Ван Уинкля Hooked, а также новые песни «Rollin' in My 5.0», «Road to My Riches», «Move» и «I Like It». Альбом достиг 30-го места в Billboard 200.

## Критика
Дэвид Браун из Entertainment Weekly дал альбому оценку D, назвав его «одним из самых нелепых альбомов, когда-либо выпущенных». Браун сравнил альбом с Марселем Марсом, который состоял из двух частей тишины, открывавшихся краткими аплодисментами. По словам Брауна, Extremely Live «даёт возможность услышать бессмысленную сценическую скороговорку […] и барабанную дробь без сопровождения, во время которой, как предполагается, Айс и его группа танцуют на сцене». Роберт Кристгау отрицательно оценил альбом. Рецензент AllMusic Стив Хьюи написал, что альбом «не столько ужасен, сколько мгновенно незапоминающийся».

## Список композиций
| №                   | Название                        | Длительность |
| ------------------- | ------------------------------- | ------------ |
| 1.                  | «Intro/Ice Is Workin' It»       | 4:37         |
| 2.                  | «Hooked»                        | 3:36         |
| 3.                  | «Stop That Train»               | 3:02         |
| 4.                  | «Rollin' in My 5.0»             | 5:20         |
| 5.                  | «Ice Ice Baby» (Miami Drop Mix) | 9:20         |
| 6.                  | «Havin' a Roni»                 | 4:02         |
| 7.                  | «V.I.P. Posse One By One»       | 8:52         |
| 8.                  | «Satisfaction»                  | 5:32         |
| 9.                  | «Life Is a Fantasy»             | 2:28         |
| 10.                 | «Road to My Riches»             | 4:18         |
| 11.                 | «I Love You»                    | 5:56         |
| 12.                 | «Move»                          | 1:39         |
| 13.                 | «I Like It»                     | 5:07         |
| 14.                 | «Play That Funky Music»         | 4:55         |
| 15.                 | «Satisfaction» (Studio Version) | 3:46         |
| Общая длительность: | Общая длительность:             | 72:33        |

## Позиции в чартах
| Хит-парад (1991)                 | Максимальная позиция |
| -------------------------------- | -------------------- |
| Германия (Offizielle Top 100)    | 49                   |
| Великобритания (UK Albums Chart) | 35                   |
| США (Billboard 200)              | 30                   |

## Сертификации
| Регион                                                      | Сертификация | Продажи  |
| ----------------------------------------------------------- | ------------ | -------- |
| Канада (Music Canada)                                       | Золотой      | 50 000^  |
| США (RIAA)                                                  | Золотой      | 500 000^ |
| ^ Данные о тиражах приведены только на основе сертификации. |              |          |